# Ensay (Victoria)
Ensay ist eine Kleinstadt im östlichen Gippsland im australischen Bundesstaat Victoria und liegt an der Great Alpine Road zwischen Swifts Creek und Bruthen am Tambo River. Die nächste größere Stadt ist Bairnsdale 80 km südlich. Melbourne liegt 366 km weiter westlich.
Das Stadtzentrum liegt etwas nördlich der Mündung des Little River in den Tambo River auf einer Höhe von ca. 400 m ü. NN Bei der letzten Volkszählung 2006 wurde die Einwohnerzahl mit 331 festgestellt.

## Geschichte

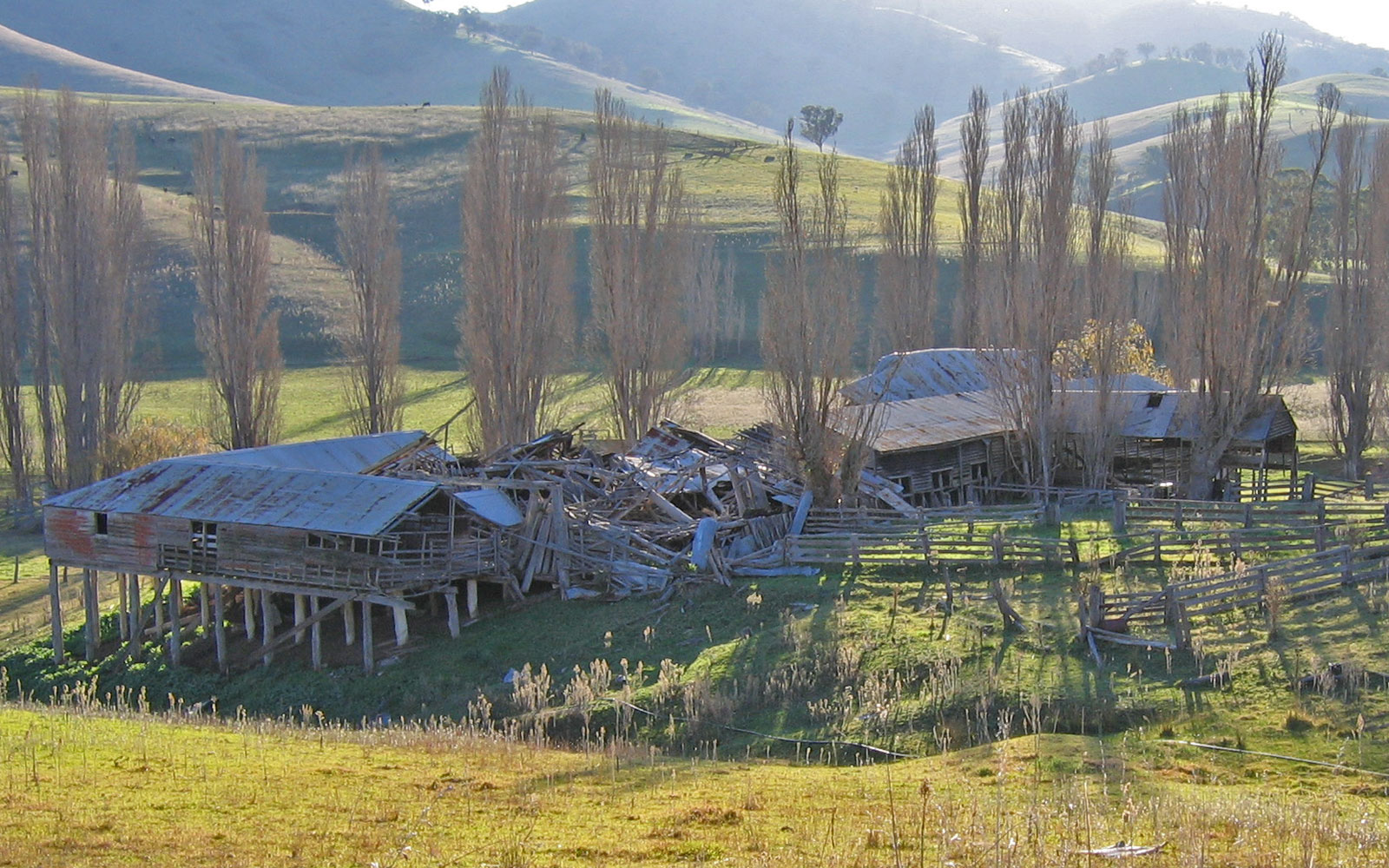
Die Überreste alter Schafsscherstationen in Ensay an der Little River Road

Der Aborigines-Name des Gebietes um das heutige Ensay war Numblamunjie (dt.: Flussschwarzfisch). 1843 baute der Pionier Archibald Macleod (s. Bairnsdale: Geschichte) eine Schafstation in dieser Gegend auf. Er benannte den Platz nach einer heute unbewohnten Insel der äußeren Hebriden namens Ensay, seiner schottischen Heimat.
Das Land um Ensay beanspruchte ursprünglich 1839 der bekannte Entdecker Angus MacMillan für seinen damaligen Arbeitgeber Lachlan Macalister (s. auch Macalister River). Nach der Besiedlung großer Landesteile im mittleren Gippsland bald danach im Jahre 1841 gab man dieses Land wieder auf.
Die ursprüngliche Schafstation Ensay umfasste ein riesiges Gebiet von 155,4 km² (15.540 ha) bis nach Swifts Creek hinauf, wo das Gebiet der Tongio Station anschloss. Einige Gebiete in unmittelbarer Nähe des heutigen Ensay, wie z. B. Reedy Flat, gehörten aber nicht zur Station und wurden erst in den 1870er Jahren von Europäern besiedelt. Das erste Postamt in Ensay wurde am 1. März 1864 eröffnet.
Die Schafstation Ensay wurde zunehmend in kleinere Farmen aufgespaltet. Insbesondere bekamen ehemalige Soldaten, die nach Ende des Ersten Weltkrieges nach Arbeit suchten, Land von der Regierung zugeteilt. Sie bauten Farmen auf und züchteten vornehmlich Kälber und Schafe.

## Einrichtungen (damals und heute)

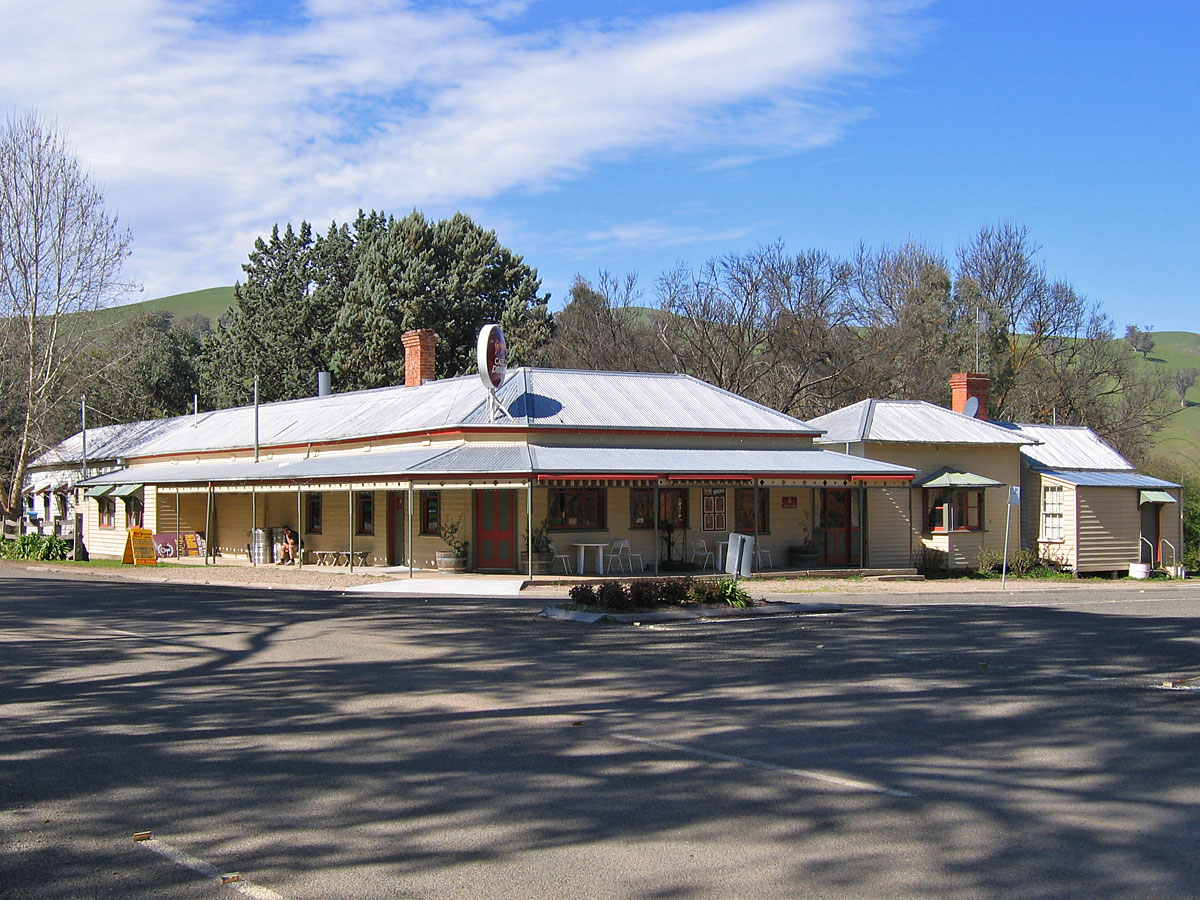
Die klassische Architektur des Little River Inn

Die Bevölkerung in Ensay hat in den letzten Jahrzehnten abgenommen. In der Vergangenheit hatte Ensay eine Grundschule, eine Reihe von Sportteams und andere Einrichtungen, wie z. B. zwei größere Pubs, zwei Kirchen, eine Versammlungshalle, eine Pfadfindergruppe und einen Friedhof. Heute gibt es nur noch einige dieser Einrichtungen in der einen oder anderen Form.
Die Ensay Primary School (ursprünglich einfach Ensay School) wurde 1889 eröffnet und erhielt 1912 ein neues Gebäude. 1971 mussten drei andere Grundschulen in der Nähe schließen (Reedy Flat, Ensay North und Tambo Crossing) und wurden der Schule in Ensay zugeschlagen. 1994 musste auch diese Schule geschlossen werden, nachdem es nur noch 6 Schüler gab. Seitdem müssen die Kinder aus Ensay mit dem Schulbus zur Swifts Creek Primary School fahren, ältere Schüler zum Swifts Creek Secondary College.
Das Little River Inn entstand in den 1840er Jahren als Bar, in der Grog ausgeschenkt wurde. 1847 wurde die erste Alkoholausschanklizenz ausgegeben und bis heute darf dort Alkohol ausgeschenkt werden, was das Etablissement bei der Bevölkerung beliebt macht. Somit ist es das älteste Gasthaus im Bezirk Omeo und vermutlich im gesamten östlichen Gippsland. Die früheren Gebäude scheinen sehr brandgefährdet gewesen zu sein, denn das Gasthaus brannte mindestens dreimal nieder. Das derzeitige Gebäude wurde in den 1920er Jahren, nach dem Brand von 1921, errichtet. Es steht seitdem an einer Stelle, die früher Calcutta Corner hieß und ca. 1 km außerhalb des Ortskerns, ca. 500 m eine östliche Seitenstraße der Great Alpine Road hinunter, liegt.
Viele Jahre lang wurde das Postamt von Ensay in einem kleinen Anbau des Little River Inn betrieben. Nach Verlegung in das Gemischtwarengeschäft zog dort eine Buchhandlung ein, blieb dort einige Jahre, zog dann in das Gebäude der früheren Grundschule um und wurde schließlich nach Swifts Creek verlegt. Das Ensay South Hotel in einer Wohnstraße ca. 500 m südlich des Stadtzentrums eröffnete 1892 und wurde 1961 geschlossen.
Eine Sanitätsstation wurde 1912 in Ensay eröffnet und bekam 1958 ein neues Gebäude. 1978 wurde sie in Ensay Community Health Centre umbenannt. Ensay besitzt ebenfalls ein Feuerwehrhaus, das 1940 als Ensay Bush Fire Brigade etabliert wurde.

## Sport

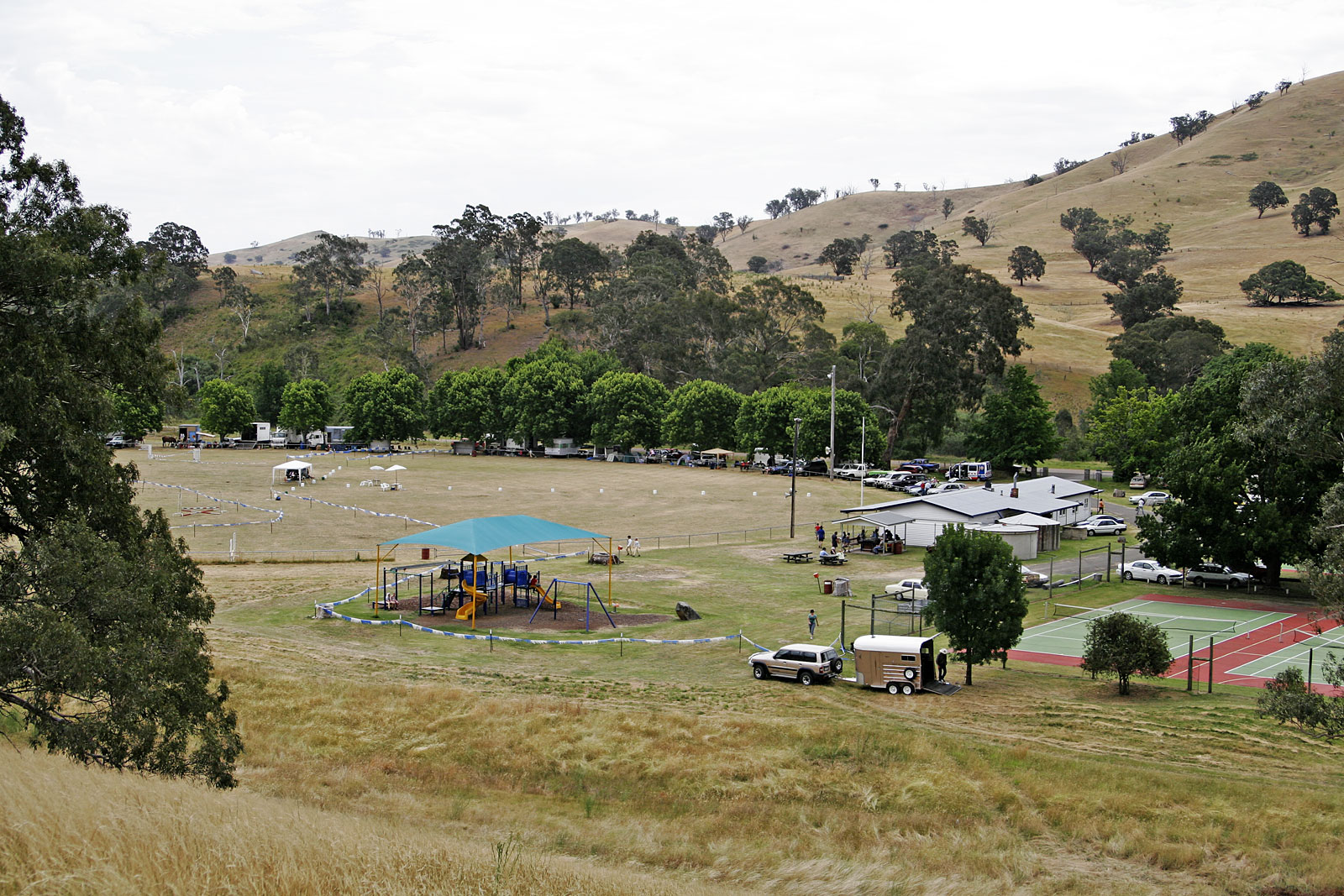
Ensay New Year’s Day Sports Carnival (2006)

Der Ensay Football Club (Australian Football) spielte viele Jahrzehnte lang in der Omeo District Football League (OFDL). 1934, 1936, 1940, 1946, 1947, 1950 und 1960 gewannen sie die Meisterschaft in dieser Liga. Der angeschlossene Ensay Netball Club spielte in der entsprechenden Netball-Liga.
Die Farben von Ensay waren blau und goldfarben. Die Damen des Netball-Clubs trugen gelbe Blusen und blaue Röcke.
Beide Clubs spielten 1995 ihre letzten Wettbewerbe, brachten dann nicht mehr genügend Mitspieler auf und mussten schließen. Die Sportanlagen werden heute noch unterhalten und gelegentlich werden dort besondere Wettbewerbe abgehalten.
Der Ensay Tennis Club spielt in der Omeo District Tennis Association (ODTA). Als die Football- und Netballteams aufgeben mussten, hielt sich der Tennisclub noch einige Jahre, stellte aber 2001–2003 ebenfalls seine Aktivitäten ein. Seit der Saison 2003/2004 allerdings nimmt er wieder an den Spielen der ODTA teil. In Ensay findet auch das ANA-Turiner am Australia-Day-Wochenende Ende Januar statt.
Am Neujahrstag fand ein Sportkarneval in Ensay statt, der hauptsächlich aus Reitveranstaltungen besteht. Er wurde seit 1916 ausgerichtet, findet aber seit Kurzem nicht mehr statt. Auf dem Sportgelände in Ensay finden auch etliche weitere Pferdesportveranstaltungen statt und es gibt dort auch ein Bowls-Gelände.

## Galeriebilder

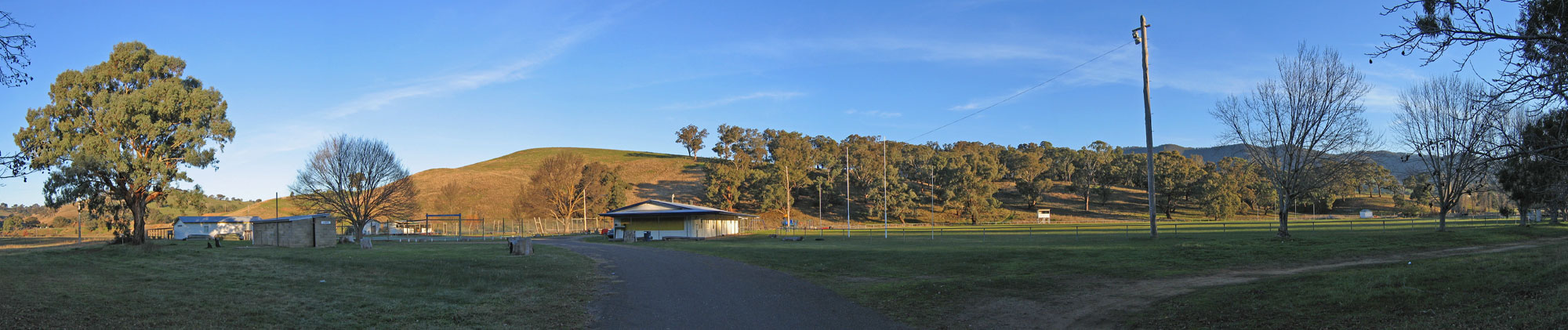
180°-Panorama des Sportgeländes in Ensay. Von links nach rechts: Toiletten, Bowls-Club, Tennis- und Netballfleder und -gebäude, Umkleidekabinen und Gruppenräume für Football, Spielplatz und Fußballfeld

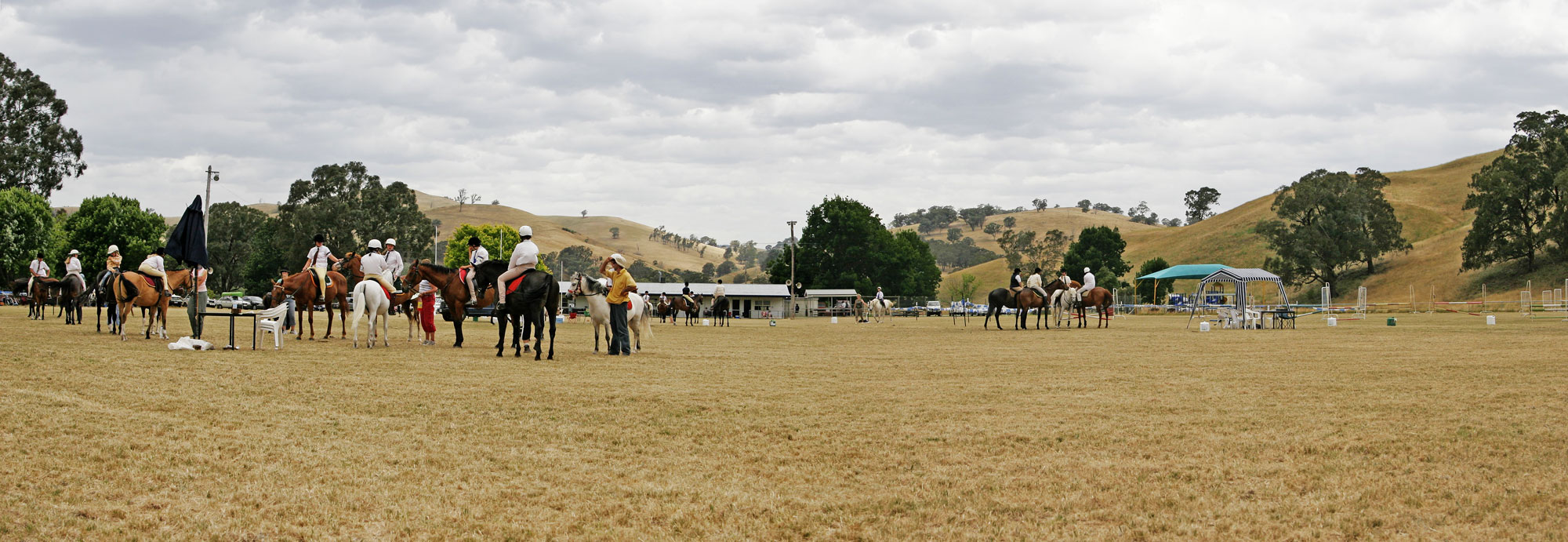
Panorama des Sportkarneval am Neujahrstag 2006

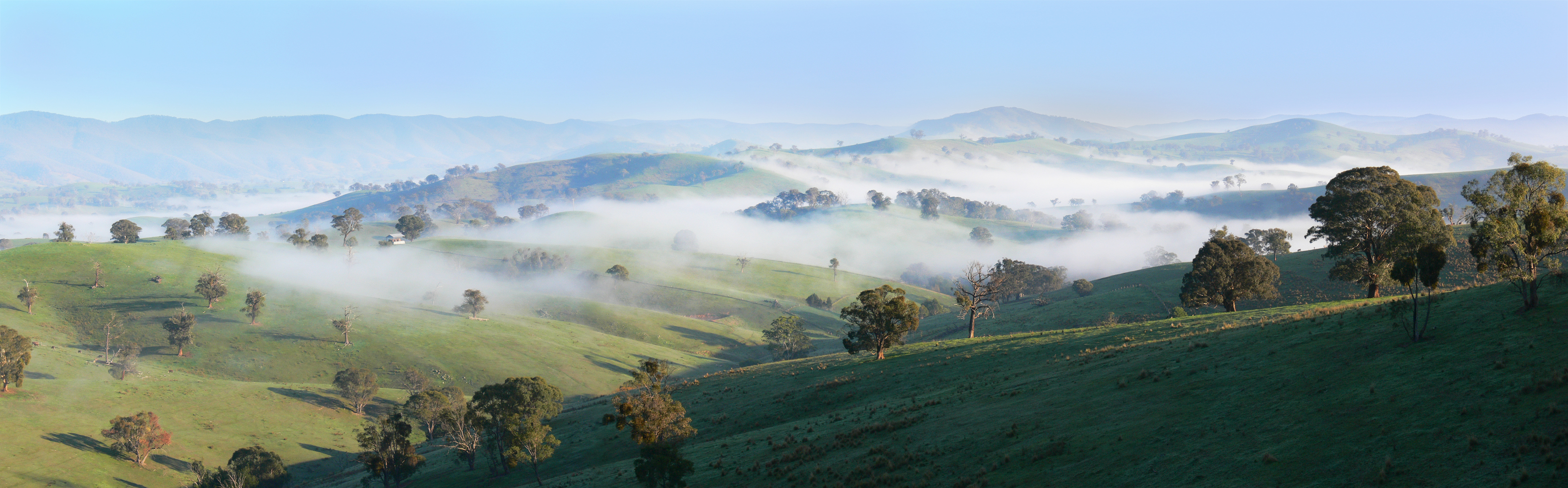
Blick auf die Stadt im Morgennebel von Südosten aus